# Saint-Pierre-du-Palais
Saint-Pierre-du-Palais é uma comuna francesa na região administrativa da Nova Aquitânia, no departamento de Charente-Maritime. Estende-se por uma área de 12,93 km². Em 2010 a comuna tinha 370 habitantes (densidade: 28,6 hab./km²).